# کنایس، ادلب
کنایس (به عربی: الکنایس) یک روستا در سوریه است که در ناحیه مرکزی معره‌النعمان واقع شده‌است. کنایس ۱٬۱۰۴ نفر جمعیت دارد.